# 발로브
발로브(Vallorbe [valɔʁb][*])는 스위스 보주 쥐라 북 보두와구에 있는 자치체이다.

## 역사
발로브는 1139년에 de valle Urbanensi로 처음 언급되었다. 1148년에 발로브는 de valle urbe로 언급되었다.

## 지리

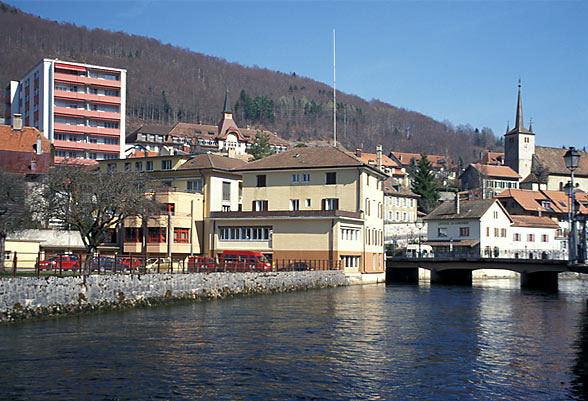
발로브의 오브강

발로브의 면적은 2009년 기준으로 23.2k㎡이다. 이 면적 중 5.12k㎡(22.1%)가 농업 목적으로 사용되는 반면 15.47k㎡(66.7%)는 산림이다. 나머지 토지 중 2.17k㎡(9.4%)가 정착(건물 또는 도로), 0.28k㎡ (1.2%)가 강 또는 호수이고, 0.15k㎡(0.6%)는 불모지이다.
건축면적 중 주택과 건물이 3.5%, 교통기반시설이 4.3%를 차지했다. 산림면적 중 64.6%는 산림이 우거져 있고 2.2%는 과수원이나 작은 나무 군락으로 덮여 있다. 농경지 중 1.4%는 작물 재배에 사용되며, 16.6%는 목초지, 3.9%는 고산 목초지에 사용된다. 지자체의 물 중 0.4%는 호수에, 0.8%는 강과 시내에 있다.
지자체는 2006년 8월 31일에 해산될 때까지 오브구의 일부였으며, 발로브는 쥐라 북보두와구의 새로운 지역의 일부가 되었다.
지자체는 스위스-프랑스 국경에 위치한다. 삼면이 산으로 둘러싸여 있으며, 해발 610~1,480m에 이른다. 동쪽에서 계곡은 Jougneaz와 오브강으로 인해 열려있다. 그것은 Le Day, Le Creux 및 벨뷰의 작은 마을을 포함한다.

## 인구통계

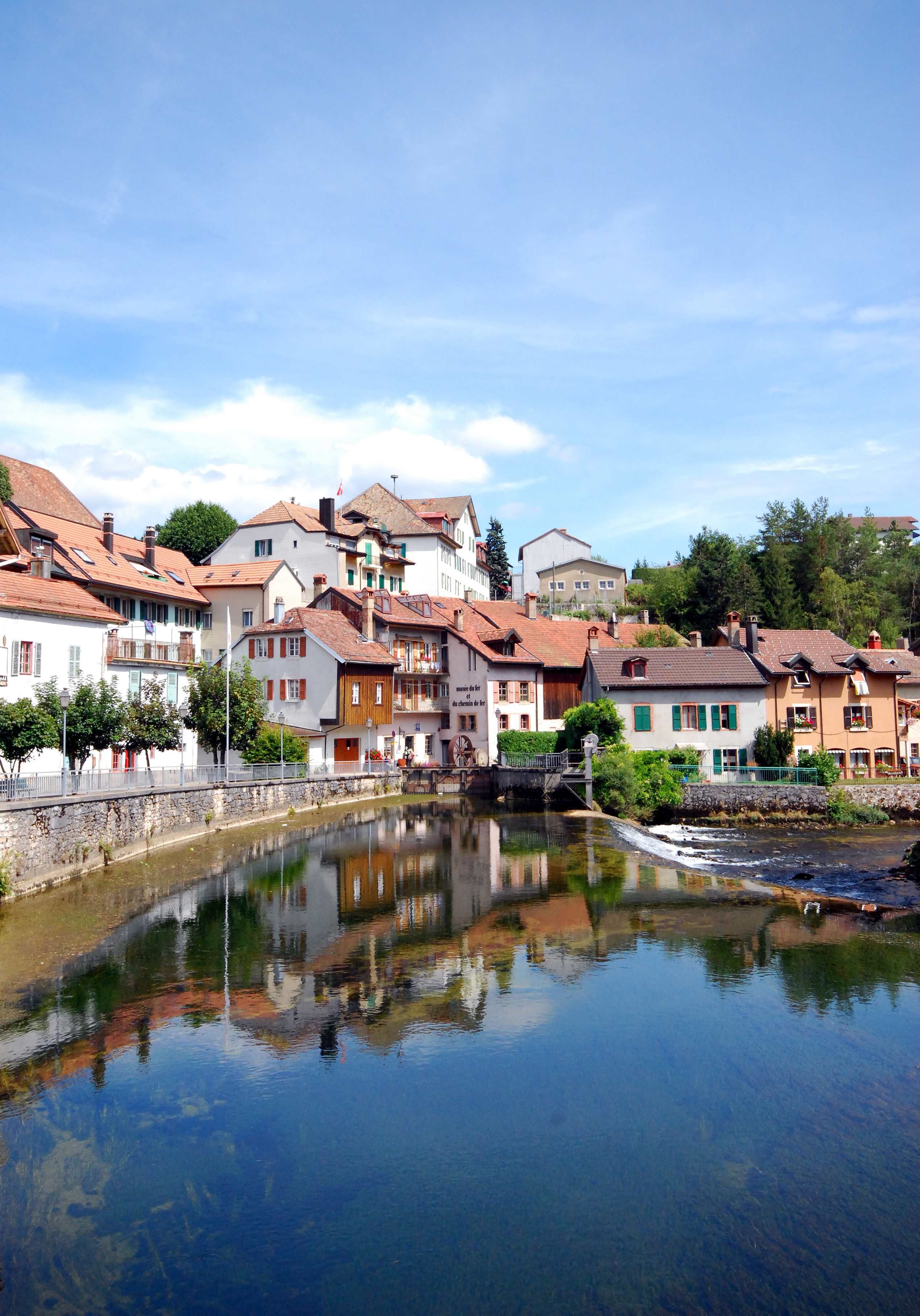
발로브 마을

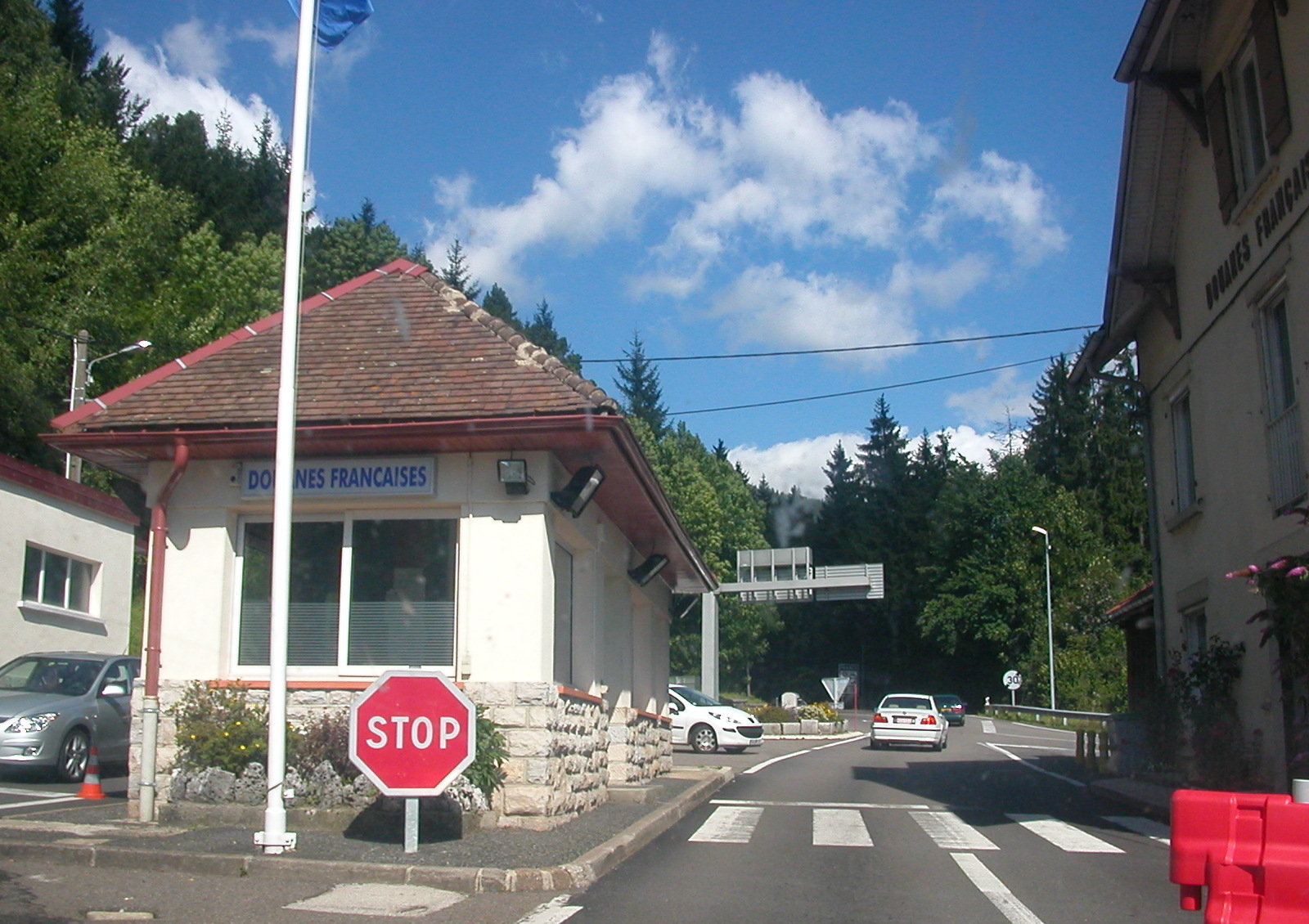
발로브의 프랑스-스위스 국경

2020년 12월 기준, 발로브의 인구는 3,863명이다. 2008년 기준으로 인구의 23.1%가 거주하는 외국인이다. 1999년부터 2009년까지 지난 10년 동안 인구는 7.2%의 비율로 변화했다. 이주로 인해 10%의 비율로 출생과 사망으로 인해 -1.8%의 비율로 변경되었다.
2000년 기준, 인구 대부분인 2,776명(85.5%)이 프랑스어를 사용하며, 이탈리아어가 114명(3.5%)으로 2위이고, 알바니아어가 78명(2.4%)으로 3위이다. 독일어를 할 줄 아는 74명과 로만슈어를 할 줄 아는 사람이 3명 있다.
2009년 현재 발로브의 연령 분포는 다음과 같다. 인구의 9.9%인 327명이 0세에서 9세 사이이고 10대인 422명 또는 12.7%가 10세에서 19세 사이이다. 성인 인구 중 418명 또는 인구의 12.6%인 20세에서 29세 사이이다. 391명(11.8%)은 30~39세, 481명(14.5%)은 40~49세, 460명(13.9%)은 50~59세이다. 고령자 분포는 353명(인구의 10.7%)이 60세 이상이다. 69세는 70~79세가 262명(7.9%), 80~89세가 170명(5.1%), 90세 이상이 27명(0.8%)이다.
2000년 기준으로 지자체에 미혼이거나, 독신인 사람은 1,248명이다. 기혼자는 1,585명, 미망인은 245명, 이혼한 사람은 169명이었다.
2000년 기준으로 지자체의 개인 가구는 1,385세대로 가구당 평균 2.2명이다.  1인 가구는 515가구, 5인 이상 가구는 82가구였다. 이 질문에 응답한 총 1,400가구 중 36.8%가 1인 가구였으며, 부모와 동거하는 성인은 9명이었다. 나머지 가구 중 자녀가 없는 기혼 부부는 414가구, 자녀가 있는 기혼 부부는 372가구, 자녀가 있는 편부모는 61가구였다. 14가구는 혈연관계가 없는 사람들로, 15가구는 일종의 기관이나 집단주택으로 구성되어 있었다.
2000년에는 총 637호의 주거용 건물 중 256호(전체의 40.2%)가 단독주택이었다. 다가구는 233채(36.6%), 주로 주거용이 102채(16.0%), 기타 용도(상업, 공업)는 46채(7.2%)였다. 2000년 기준으로 상시 분양된 아파트는 총 1,363세대(전체의 84.6%)였으며, 성수기 분양 아파트는 126세대(7.8%), 공실은 123세대(7.6%)였다.  2009년 기준 신규 주택 건설률은 인구 1000명당 2.4세대였다.  2010년 지자체 공실률은 0.29%였다.
역사적 인구는 다음 차트에 나와 있다.

### 종교

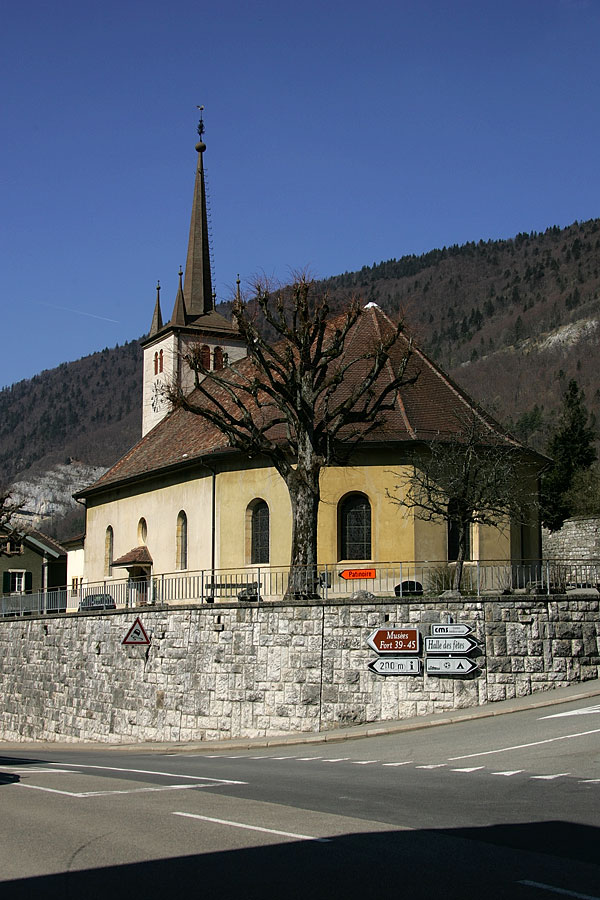
발로브의 교회

2000년 인구 조사에서 1,130 또는 34.8%가 로마 가톨릭 신자였으며, 1,260 또는 38.8%가 스위스 개혁 교회에 속했다. 나머지 인구 중 정교회 교인은 34명 (인구의 약 1.05%)이었고, 다른 기독교 교인은 246명(인구의 약 7.58%)이었다. 1명의 유대인이 있었고, 239명(인구의 약 7.36%)이 이슬람교도였다. 불교도 9명, 힌두교 1명, 타교회 9명이었다. 262명(인구의 약 8.07%)은 교회에 속하지 않고 불가지론자이다. 또는 무신론자, 그리고 177명의 개인(또는 인구의 약 5.45%)이 질문에 대답하지 않았다.

## 국가중요문화재

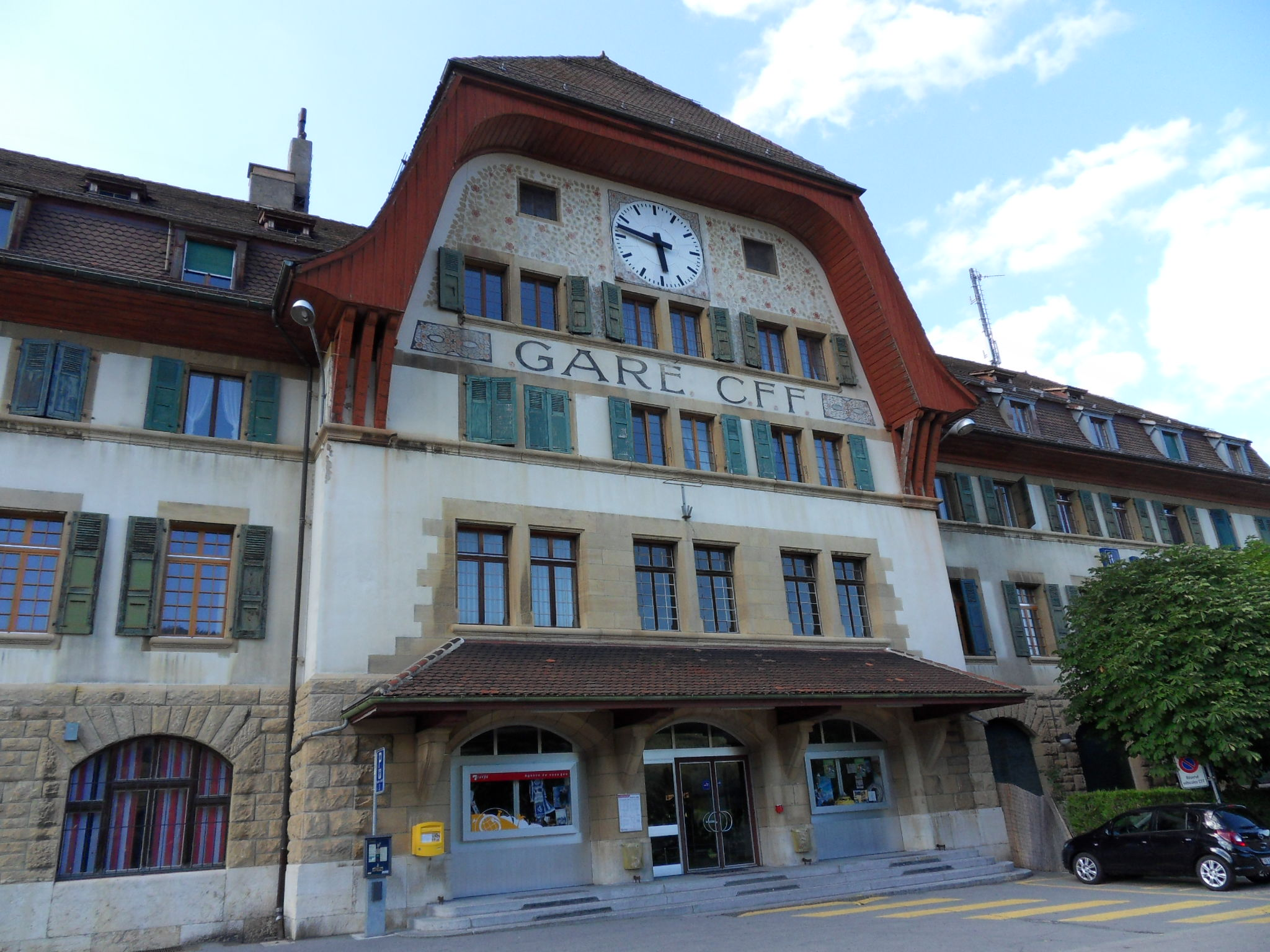
발로브 국제 철도역 건물

발로브 국제 철도역은 국가적으로 중요한 스위스 유산으로 등록되어 있다. 발로브의 전체 도시 마을은 스위스 유산 목록의 일부이다.

## 경제
2010년 현재 발로브의 실업률은 7.7%이다. 2008년 기준으로 1차 경제 부문에 45명이 고용되어 있으며, 이 부문에 약 21개 기업이 참여하고 있다. 713명이 2차 부문에 고용되었고, 이 부문에 34개의 기업이 있었다. 702명이 3차 부문에 고용되었으며, 이 부문에는 112개의 기업이 있다. 지자체 주민은 1,432명으로 일정 정도 고용되었으며, 그중 여성이 전체 노동력의 44.1%를 차지하였다.
2008년에 정규직에 상응하는 총 일자리 수는 1,282개였다. 1차 부문의 일자리 수는 31개였으며, 그중 24개는 농업, 6개는 임업 또는 목재 생산, 1개는 어업 또는 어업이었다. 2차 부문의 일자리 수는 682개였으며, 그중 579개(84.9%)가 제조업에, 59개(8.7%)가 건설에 종사했다. 3차 부문의 일자리 수는 569개였다. 3차 부문에서; 도소매업 184개(32.3%), 자동차 수리 68개(12.0%), 호텔·레스토랑 50개(8.8%), 정보산업 1(1), 6(6) 1.1%는 보험 또는 금융 산업, 14개(2.5%)는 기술 전문가 또는 과학자, 55개(9.7%)는 교육, 53개(9.3%)는 의료 분야였다.
2000년 기준 자치단체로 통근하는 근로자는 1,285명, 출퇴근자는 662명이었다. 지자체는 근로자의 순수입 지자체이며, 떠날 때마다 약 1.9명의 근로자가 지자체에 들어간다. 발로브에 들어오는 노동력의 약 37.7%는 스위스 외부에서 오고, 현지인의 0.0%는 일을 위해 스위스에서 출퇴근한다. 근로 인구의 11.7%가 출퇴근을 위해 대중교통을 이용하고, 57.1%가 자가용을 이용하였다.

## 교육
발로브에서는 인구의 약 995명(30.6%)이 비필수 고등교육을 이수했으며, 182명(5.6%)이 추가 고등 교육(대학 또는 응용학문대학)을 마쳤다. 고등교육을 마친 182명 중 56.6%가 스위스 남성, 22.5%가 스위스 여성, 14.3%가 비스위스계 남성, 6.6%가 비스위스계 여성이었다.
2009/2010 학년도에 발로브 학군에는 총 421명의 학생이 있었다. 보주 주립학교 시스템에서는 정치 구역에서 2년간의 의무가 아닌 유아원을 제공한다. 학년도 동안 정치 지역은 총 578명의 어린이에게 유치원 보육을 제공했으며, 그중 359명의 어린이(62.1%)가 보조금을 받는 유치원 보육을 받았다. 캔톤의 초등학교 프로그램은 학생들이 4년 동안 출석해야 한다. 시립 초등학교 프로그램에는 215명의 학생이 있었다. 의무 중학교 프로그램은 6년 동안 지속되며, 해당 학교의 학생은 196명이었다. 홈스쿨링을 하거나 다른 학교에 다니는 학생도 10명 있었다.
2000년 현재 발로브에는 다른 지자체에서 온 100명의 학생이 있었고, 101명의 주민들은 지자체 외부의 학교에 다녔다.

## 교통
발로브역은 로잔에서 파리까지 TGV 리리아 철도 노선이 운행되는 최초이자 마지막 스위스 기차역이다. 발로브는 스위스 연방 철도의 심플론 철도에서 로잔과 팔레지유까지 매시간 운행하는 교외 열차 S2도 운행한다. 스위스 연방 철도는 또한 발로브-르 브라쉬 철도 라인에서 발레드주(Vallée de Joux)에서 계곡 남서쪽 끝에 있는 르 브라쉬까지 매시간 운행한다. 거기에서 버스 연결은 르 브라쉬와 제네바 호수의 니옹을 연결한다. 이들은 모두 통합 모빌리스 (보주) 요금 네트워크의 일부이다.